# Фиорентини, Джованни
Джованни Фиорентини (итал. Giovanni Fiorentini, 22 февраля 1948, Серавецца, Тоскана — 18 июня 2022, Феррара, Эмилия-Романья) — итальянский физик и академик.
Его основные интересы были связаны с приложением ядерной физики к различным дисциплинам, таким как астрофизика, науки о Земле и ядерная медицина.

## Карьера
Джованни Фиорентини с отличием окончил Пизанский университет в 1970 году. Он был студентом обычного курса, совершенного, а затем ассистентом в Высшей нормальной школе. С 1974 по 1986 год он был научным сотрудником Национального института ядерной физики (INFN) в Пизе.
В 1987 году он был назначен профессором ядерной и субъядерной физики в Университете Кальяри, а в 1990 году перешёл в Университет Феррары, где занимал различные должности, в том числе должность декана факультета математических, физических и естественных наук и директора Института перспективных исследований IUSS — Феррара 1391.
В 2019 году ему было присвоено звание почётного профессора.
Он был избран в Национальный университетский совет, представляющий профессоров физических наук, и был членом Комитета по физике Национального исследовательского совета. В INFN он был членом Совета управляющих, директором Феррарского отделения, а затем директором Национальной лаборатории Леньяро.
Он также возглавлял консорциум «Futuro in Ricerca», частную исследовательскую организацию, базирующуюся в Ферраре.

## Научные исследования
Автор около 200 научных публикаций, его исследования сосредоточены на феноменологических аспектах междисциплинарных проблем, часто сочетая фундаментальные исследования с прикладными.
Исследования мюонных атомов и синтеза, катализируемого мюонами, проводились в сотрудничестве с Лучано Браччи и группой Семена Герштейна и Леонида Пономарева.
Вместе с Никола Кабиббо, Джорджо Паризи, Раффаэле Трипиччоне и другими он начал проект APE по созданию первого суперкомпьютера, предназначенного для расчётов квантовой хромодинамики.
Изучение звёздных моделей образования солнечных нейтрино с Витторио Кастеллани открыло в Италии направление исследований теоретических аспектов астрочастиц.
Вместе с Клаусом Рольфсом и Марселем Арноулдом он предложил критический обзор данных ядерной астрофизики, касающихся солнечных нейтрино, которые были разработаны в рамках проекта NACRE (Сборник скоростей реакции ядерной астрофизики).
Вместе с Клаусом Рольфсом он предложил строительство подземной лаборатории ядерной астрофизики (LUNA), которая была построена INFN при Гран-Сассо.
В сотрудничестве с Луиджи Карминьяни, Фабио Мантовани, Марчелло Лиссией и Джанпаоло Беллини он разработал междисциплинарные исследования для изучения недр Земли с помощью геонейтрино.
Вместе с Адриано Дуатти он разработал проект лаборатории радиоизотопов для медицины (LAboratory of RAdioisotopes for MEDicine — LARAMED), установки для исследования и производства радиоизотопов в Национальных лабораториях INFN в Леньяро.